# 뢰윌뤼

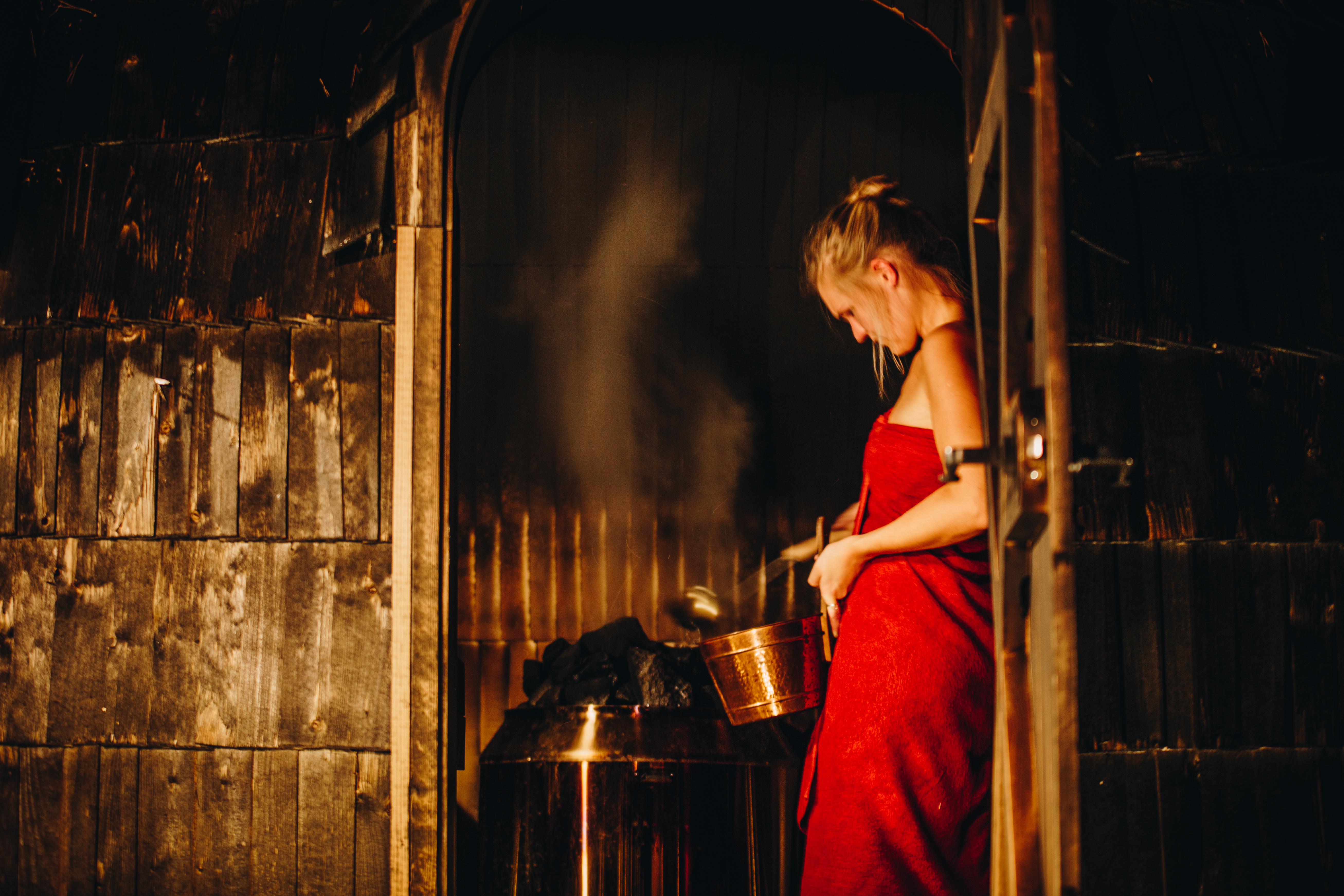

뢰윌뤼(핀란드어: löyly)란 핀란드식 사우나에서 화덕에 물을 뿌려 발생시킨 수증기를 말한다. 핀란드식 사우나에서 “땀을 뺄” 때 “땀”의 대부분은 사실 발한한 진짜 땀이 아니고 뢰윌뤼가 응결해 붙은 것이다.  뢰윌뤼를 일으키면 습도가 높아지고 사우나 내부의 공기가 순환된다.
뢰윌뤼를 일으키면 수증기가 사우나 안에서 가장 차가운 물체, 즉 사람에게 들러붙어 응결하면서 사람의 피부에 잠열을 방출한다. 그래서 체감온도가 높아진다. 하지만 이렇게 올라간 체감온도는 잠시 뒤 다시 떨어진다.